# Ростами, Шахрам
Шахрам Ростами (перс. شهرام رستمی‎; прослушатьо файле род. июнь 1948, Ардебиль) — иранский  лётчик-ас и военачальник, бригадный генерал, участник ирано-иракской войны

## Биография
Пилот F-14 Tomcat. Прославился в ходе ирано-иракской войны, одержав 6 подтверждённых воздушных побед, сбив два МиГ-25, один МиГ-21 и три Mirage F1.
Ростами занимал должности заместителя командующего Военно-воздушными силами Исламской Республики Иран и начальника Объединённого штаба армии Исламской Республики Иран .